# Rue d'Aussargues
Rue José-Félix
La rue d'Aussargues (en occitan : carrièra del Forn d'Aussargas) et la rue José-Félix (en occitan : carrièra José Félix) sont deux voies de Toulouse, chef-lieu de la région Occitanie, dans le Midi de la France.

## Situation et accès

### Description
La rue d'Aussargues et la rue José-Félix sont deux voies publiques. Elles se situent dans le quartier Saint-Étienne, au cœur du secteur 1 - Centre.
La rue José-Félix naît perpendiculairement à la rue du Languedoc. Elle prolonge l'axe formé par la rue Saint-Jean, la rue des Prêtres et le côté sud de la place des Carmes. Longue de 40 mètres, large de 4 mètres, elle est orientée à l'est. Elle est continuée, au-delà de la rue Théodore-Ozenne, par la rue d'Aussargues. Celle-ci, large que de 4 à 6 mètres, suit un tracé tortueux également orienté à l'est. Après un parcours de 111 mètres, la rue d'Aussargues se termine en rencontrant la rue Mage, presque au carrefour de la petite place Perchepinte.
La chaussée, dans la rue José-Félix, ne compte qu'une seule voie de circulation automobile en sens unique, de la rue Théodore-Ozenne vers la rue du Languedoc. Elle ne compte également, dans la rue d'Aussargues, qu'une seule voie de circulation automobile en sens unique, de la rue Théodore-Ozenne vers la rue Mage. Elle appartient à une zone de rencontre et la vitesse y est limitée à 20 km/h. Il n'existe pas de bande, ni de piste cyclable, quoiqu'elle soit à double-sens cyclable.

### Voies rencontrées
La rue José-Félix rencontre les voies suivantes, dans l'ordre des numéros croissants :
1. Rue du Languedoc
2. Rue Théodore-Ozenne

La rue d'Aussargues rencontre les voies suivantes, dans l'ordre des numéros croissants :
1. Rue Théodore-Ozenne
2. Rue Mage

## Odonymie

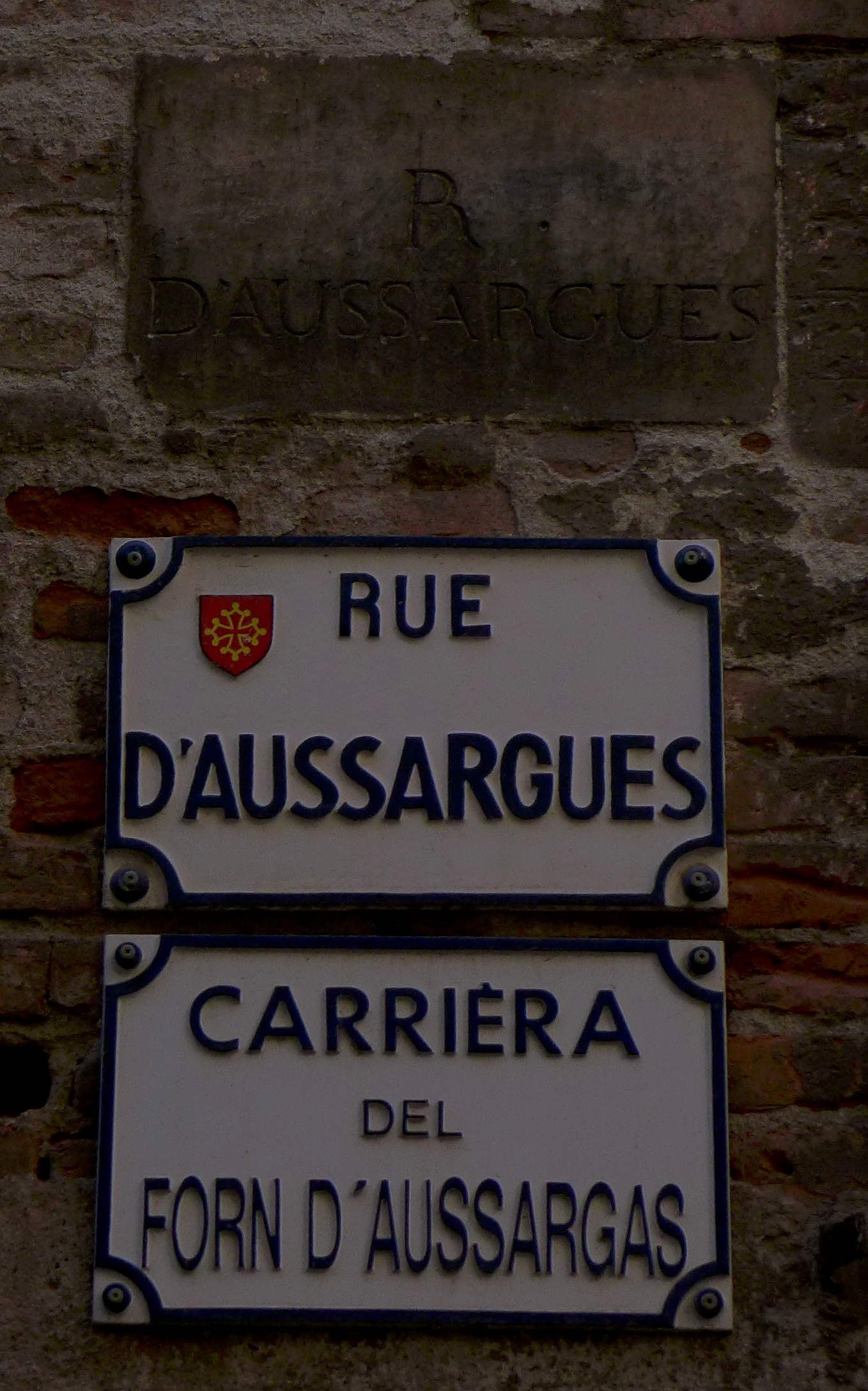
Pierre et plaques de rue en français et en occitan.

La rue d'Aussargues, d'abord la rue du Four-d'Aussargues, tient son nom du four public qui était dans les dépendances du vaste hôtel de Saint-Félix qui s'étendait entre la rue Mage, la rue d'Aussargues, l'impasse et la rue du Canard, à l'emplacement de l'actuel hôtel d'Espie. En effet, Raimond de Saint-Félix (1539-1605), issu d'une importante famille languedocienne installée à Toulouse au milieu du XVe siècle, était seigneur d'Aussargues, conseiller au parlement en 1570. Il épousa en 1572 Éléonore Du Faur de Saint-Jory. Il acquit l'immeuble de la rue Mage en 1594. À la fin du XVIIe siècle, la rue devint simplement la rue d'Aussargues. Une pierre, posée dans la deuxième moitié du XVIIIe siècle sur le mur de l'hôtel d'Espie, à l'angle de la rue Mage, conserve l'inscription : « RUE D'AUSSARGUES ».
À la fin du XIIe siècle, cette rue s'appelait rue de Pierre-Boyer ou de Pé-Boyer (Pé, « Pierre » en occitan) et, par déformation, de Péboyer. Ce nom a souvent été altéré au cours des siècles suivants : Pech-Boyer au milieu du XVIe siècle et Puboyer à la fin du XVIIIe siècle. En 1794, pendant la Révolution française, elle fut renommée rue la Conjecture,.
En 2005, à la suite du conseil municipal du 16 décembre, la première partie de la rue d'Aussargues a reçu le nom de José Félix (1920-2004). Commerçant, il fut également conseiller municipal de 1971 à 1995. Il fut en particulier adjoint au maire pour les droits de place et les marchés de la ville. Par ailleurs, il habitait dans un immeuble voisin (actuel no 2 rue Théodore-Ozenne).

## Histoire

### Moyen Âge et période moderne
Au Moyen Âge, la rue appartient au capitoulat de Saint-Barthélémy. C'est une rue de traverse, qui relie la rue des Chapeliers (partie de l'actuelle rue du Languedoc) et la rue Mage. Elle connaît une certaine activité, principalement grâce à la présence d'un four public, désigné à la fin du XVe siècle comme le four d'Aussargues,, et à la proximité d'un puits public, au carrefour de la rue Perchepinte.
Comme population, on n'y trouvait que des parlementaires, des procureurs et autres gens de lois. Sa proximité avec le parlement (emplacement de l'actuel Palais de justice) explique aussi l'installation de nombreux parlementaires. À la fin du XVe siècle, Brémond de Saint-Félix, seigneur d'Aussargues, y achète une maison.

### Époque contemporaine
Entre 1908 et 1914, le percement de la rue Théodore-Ozenne coupe la rue d'Aussargues en deux parties. Sur le côté sud, la nouvelle voie a enlevé une partie de la maison gothique du capitoul Pierre Dahus (actuel no 2).

## Patrimoine et lieux d'intérêt

### Hôtel Dahus (ou de Tournoer)
- no  2 : hôtel Dahus (ou de Tournoer).  Inscrit MH (1925, hôtel du capitoul Pierre Dahus, dit hôtel Roquette ou tour Tournoer)[5],[6].

### Hôtel d'Espie
Inscrit MH (1932).
L'hôtel d'Espie est construit à partir de 1749 par l'architecte Hyacinthe de Labat de Savignac pour Félix-François d'Espie (1708-1792). À la suite d'une débâcle financière causée par le tremblement de terre de Lisbonne, il vend l'hôtel à Henri Auguste de Chalvet de Rochemonteix (1713-1778), marquis d'Auzielle et seigneur de Merville, sénéchal de Toulouse et d'Albigeois. Son fils le vend à son tour à Justin MacCarthy-Reagh (1744-1811), qui termine les travaux. En 1873, l'hôtel est acheté par Franck Courtois de Viçose (1840-1905).
L'hôtel particulier, de style néo-classique, est construit entre cour et jardin. Il occupe une vaste parcelle de plus de 3 000 m² à l'angle de la rue Mage (actuel no 3), où s'ouvre le portail d'entrée. Dans la rue d'Aussargues s'élèvent plusieurs corps de bâtiment. À l'est, l'aile sud de l'hôtel s'élève sur trois niveaux. Le sous-sol semi-enterré est éclairé par de petites fenêtres segmentaires. Au rez-de-chaussée surélevé et à l'étage, les fenêtres, également segmentaires, sont reliées par un encadrement en légère saillie. L'élévation est couronnée par un fine corniche moulurée. Celle-ci se prolonge, à l'ouest, sur le corps de bâtiment qui correspond au logis principal, et devient un cordon qui sépare le 1er et le 2e étage. L'élévation de ce corps de bâtiment est également surmonté d'une corniche moulurée. Au-delà, le jardin est séparé de la rue par un haut mur de clôture. Il est seulement percé, à l'angle de la rue Théodore-Ozenne, d'une porte surmontée d'une corniche.